# Onslow (Western Australia)
Onslow ist eine Küstenstadt in Western Australia 1386 Kilometer nördlich von Perth. Momentan besitzt die Kleinstadt rund 850 Einwohner (2016). Die Stadt wurde 1883 gegründet und liegt im Shire of Ashburton.
Onslow wurde 1883 als Hafen an der Mündung des Ashburton Rivers gegründet, um den Umschlag von Schafwolle aus dem Hinterland zu erleichtern. Der Namenspatron ist Alexander Onslow (1842–1908), der damalige vorsitzende Richter des Obersten Gerichtshofs von Western Australia. Während der nächsten 80 Jahre war Wolle der wichtigste Wirtschaftsfaktor in der Stadt.
Die Stadt und ihre Umgebung sind klimatisch vom Wechsel von Dürren und Überschwemmungen geprägt und vom Durchzug oder der Abwesenheit tropischer Wirbelstürme bestimmt. 1912 etwa verzeichneten die Meteorologen einen Jahresniederschlag von 14,8 mm, zwischen Ende Januar und Anfang März 1961 hingegen brachten drei Zyklone, die innerhalb von fünf Wochen die Stadt trafen, eine Niederschlagsmenge von rund 900 mm.
Wiederholtes Hochwasser des Ashburton Rivers hatte die Behörden nach einem Zyklon bereits 1925 zur Verlegung der Siedlung veranlasst. Die neue Lage erwies sich als besser vor tropischen Stürmen geschützt, eine mehrjährige Dürre zwischen 1935 und 1941 war der wirtschaftlichen Entwicklung allerdings abträglich, da die Schafzüchter zu wenig Wasser für ihr Vieh zur Verfügung hatten.
Während des Zweiten Weltkriegs war Onslow – abgesehen von Exmouth – die südlichste Stadt, die von den kaiserlichen japanischen Marinefliegern bombardiert wurde. Am 16. September 1943 fielen einige Bomben südwestlich der Stadt, wobei jedoch keine Menschen zu Schaden kamen und keine Sachschäden entstanden.
Nach dem Zweiten Weltkrieg ging die Bedeutung der Wolle für die Wirtschaft weiter zurück und die örtliche Wirtschaft richtete sich mehr und mehr auf den Tourismus aus.
Die bekanntesten Sehenswürdigkeiten in Onslow sind der Beadon Point, der Ian Blair Memorial Walk, die historischen Ruinen am Ashburton River, das Goods Shed Museum, die zahlreichen, bis zu zwei Meter hohen Termitenhügel sowie der Five Mile Pool. Das bekannte Naturschauspiel „Staircase to the Moon“ kann vom Sunset Beach aus beobachtet werden. Bei Vollmond steigt der rote Mond aus dem Meer und projiziert eine stufenförmige Spiegelung auf die Meeresoberfläche.

## Klima
|                       | Jan  | Feb  | Mär  | Apr  | Mai  | Jun  | Jul  | Aug  | Sep  | Okt  | Nov  | Dez  |   |       |
| Mittl. Tagesmax. (°C) | 35,3 | 34,9 | 35,2 | 33,2 | 29,3 | 26,0 | 25,4 | 26,8 | 29,0 | 31,9 | 32,9 | 34,2 | ⌀ | 31,2  |
| Mittl. Tagesmin. (°C) | 24,5 | 25,3 | 24,3 | 22,0 | 18,0 | 14,9 | 13,4 | 13,9 | 15,5 | 18,2 | 20,1 | 22,4 | ⌀ | 19,3  |
|                       |      |      |      |      |      |      |      |      |      |      |      |      |   |       |
| Niederschlag (mm)     | 29,5 | 69,7 | 39,7 | 20,9 | 56,0 | 49,3 | 16,1 | 4,7  | 1,4  | 0,3  | 0,8  | 10,1 | Σ | 298,5 |
|                       |      |      |      |      |      |      |      |      |      |      |      |      |   |       |
| Regentage (d)         | 2,7  | 4,6  | 3,7  | 1,7  | 3,6  | 4,4  | 2,4  | 1,3  | 0,7  | 0,3  | 0,5  | 0,7  | Σ | 26,6  |

| 24,5 |

| 25,3 |

| 24,3 |

| 22,0 |

| 18,0 |

| 14,9 |

| 13,4 |

| 13,9 |

| 15,5 |

| 18,2 |

| 20,1 |

| 22,4 |

| 24,5 |

| 25,3 |

| 24,3 |

| 22,0 |

| 18,0 |

| 14,9 |

| 13,4 |

| 13,9 |

| 15,5 |

| 18,2 |

| 20,1 |

| 22,4 |